# 大宮悌二
大宮 悌二（おおみや ていじ、1928年11月22日 - 1994年12月23日）は、日本の声優、俳優。東京都八王子市出身。最終所属事務所は東京俳優生活協同組合。

## 経歴
アントン・チェーホフの『桜の園』を見たことで役者を志す。
日本大学文理学部英文科中退。
1946年、演出研究所に入所し、1949年まで在籍。1946年、新協劇団。1954年、映演プロ。1959年、劇団東演。1962年、劇団東芸、同年10月、劇団三期会。その後、劇団新演、劇団青俳、河の会に所属し、最終所属事務所は東京俳優生活協同組合。
また日本芸能実演家団体協議会の福祉厚生委員会委員長として、俳優の年金制度の確立に尽力した。
1994年12月23日午前3時40分に結腸癌のため東京都新宿区の病院で死去。66歳没。

## 人物
声種はバリトン。
特技は演芸、剣道で、3段の腕前。
声優、俳優になっていなかったらジャーナリストと語っていた。

## 後任
| 後任・代役 | キャラクター名       | 概要作品           | 後任・代役の初担当作品                       |
| ---------- | -------------------- | ------------------ | -------------------------------------------- |
| 銀河万丈   | トーマス・オマリー   | おしゃれキャット   | 吹替版追加録音部分                           |
| 稲葉実     | ロビン・フッド       | ロビン・フッド     | 吹替版追加録音部分                           |
| 木村雅史   | ウォレス             | 続・夕陽のガンマン | 吹替版追加録音部分                           |
| 斎藤志郎   | ミッキー・モリッシー | 評決               | 吹替版追加録音部分                           |
| 岩河拓吾   | カウボーイ二等兵     | 戦略大作戦         | 吹替版追加録音部分                           |
| 大滝寛     | ロビン・フッド       | ロビン・フッド     | ワンス・アポン・ア・スタジオ -100年の思い出- |

## 出演

### テレビドラマ
- 三匹の侍 第5シリーズ 第8話「三匹廃墟をゆく」（1967年、CX） - 格蔵
- 戦え! マイティジャック 第1話「かかった罠はぶっ飛ばせ!」（1968年、CX / 円谷プロ - ：アップル調査官・宮原
- 特別機動捜査隊（1966年、NET） - ナレーター（代役）
- NHK大河ドラマ（NHK）
  - 竜馬がゆく（1968年） - 戸梶源蔵
  - 樅ノ木は残った（1970年） - 大岡佐渡守
  - 風と雲と虹と（1976年） - 文屋好立
  - 徳川家康（1983年） - 平岡頼勝
  - 花の乱（1994年） - 甚兵衛
- 柔道一直線 第12話「裂風海老車」（1969年、TBS） - 実況アナウンサー
- ターゲットメン（1971年、NET） - ナレーター
- 大江戸捜査網 第246話「必殺! 捨て身の勝負」（1976年、12ch / 三船プロ） - 同心・坂井
- 新五捕物帳 第51話「ふたつ名を持つ男」（1978年、NTV / ユニオン映画） - 呉服問屋・田島屋喜三郎
- 闇を斬れ　第3話「夜伽女の怨みぶし」（1981年、KTV / 松竹） - 大場七郎
- 事件記者チャボ! 第22話（1984年） - 客
- 銭形平次 第1話「刑場の花嫁」（1987年、NTV） - 浪五郎

### テレビアニメ
1963年
- 鉄腕アトム (アニメ第1作)（校長先生、密輸船首領、太った船員 他）

1967年
- かみなり坊やピッカリ・ビー（お父さん）
- 悟空の大冒険（釈迦、オールド・グット、ガローマ、化物王）
- マッハGoGoGo（三船大介）

1968年
- サスケ（人買いの首領）
- 佐武と市捕物控（市）
- ファイトだ!!ピュー太（ミスター・スミス）

1969年
- 海底少年マリン（ライト）
- 巨人の星（1969年 - 1971年）
- ハクション大魔王（兵隊）

1970年
- 赤き血のイレブン（ベレー〈2代目〉）
- あしたのジョー（1970年 - 1971年）
- いなかっぺ大将（ジット・ミトール）
- 昆虫物語 みなしごハッチ（ヨトウ蛾、父虫）

1971年
- アタックNo.1（山田会長）
- アニメンタリー 決断
- 珍豪ムチャ兵衛

1972年
- アストロガンガー（早川次長）
- 科学忍者隊ガッチャマン（アンダーソン長官）
- デビルマン（バウウ）

1973年
- 空手バカ一代
- けろっこデメタン（チュウ治）

1974年
- 小さなバイキングビッケ（王様）

1975年
- タイムボカン（弁慶、親方、ケンプ）
- フランダースの犬（ダントン）

1976年
- ポールのミラクル大作戦（ドア魔人）

1977年
- あらいぐまラスカル（フレッド・ノース）
- 一発貫太くん（和尚、大二郎）
- ルパン三世 (TV第2シリーズ)（1977年 - 1980年）

1978年
- 科学忍者隊ガッチャマンII（アンダーソン長官）
- ペリーヌ物語
- 無敵鋼人ダイターン3（所長、カルロス）
- 野球狂の詩（玄馬、火浦政）

1979年
- 科学忍者隊ガッチャマンF（ヴィッテンドルフ）
- ドラえもん（テレビ朝日版第1期）
- トンデモネズミ大活躍（ブーラカーン）

1980年
- タイムパトロール隊オタスケマン（西郷隆盛）

1981年
- とんでも戦士ムテキング（辰さん）
- まんが 水戸黄門
- 名犬ジョリィ（アルバール）
- ワンワン三銃士（1981年 - 1982年、ダルタニヤンの父）

1982年
- ダッシュ勝平（道三）

1984年
- 牧場の少女カトリ（牧師）
- まんが日本史（西郷隆盛）
- ルパン三世 PARTIII

1985年
- 超獣機神ダンクーガ（校長）

1989年
- シートン動物記（ビリー爺さん）

1990年
- ふしぎの海のナディア（メイビル艦長）

1991年
- 美味しんぼ（ルヌー）
- 丸出だめ夫（雪男）

### 劇場アニメ
- 科学忍者隊ガッチャマン（1978年、アンダーソン長官）
- 野球狂の詩 北の狼 南の虎（1979年、火浦政）
- 宇宙戦士バルディオス（1981年、モーガン）
- ドラえもん ぼく、桃太郎のなんなのさ（1981年、鬼）
- ドラえもん のび太の海底鬼岩城（1983年、首相）
- ルパン三世 バビロンの黄金伝説（1985年、ICPO長官[18]）
- ドラえもん のび太の日本誕生（1989年、マンモス）
- ペリーヌ物語（1990年、ブルム）
- ふしぎの海のナディア 劇場用オリジナル版（1991年、メイビル艦長）
- 老人Z（1991年、皆川部長）
- ライヤンツーリーのうた（1994年、善蔵）

### OVA
- 緑の猫（1983年、隊長）
- 超獣機神ダンクーガ 失われた者たちへの鎮魂歌（1986年、校長）
- 銀河英雄伝説（1989年、地球教総大主教）
- ザ・コクピット 音速雷撃隊（1993年、艦長）

### ゲーム
- ショックウェーブ（1994年、アルバート・ローレンス）

### 吹き替え

#### 俳優
ジョージ・ケネディ
- エアポート'77/バミューダからの脱出（ジョー・パトローニ）※日本テレビ版
- エルダー兄弟（カーリー）※フジテレビ版
- サンダーボルト（レッド・リアリー）※TBS版
- 大空港（ジョー・パトローニ）※日本テレビ旧録版
- 大地震（ルー・スレード）※TBS版

リノ・ヴァンチュラ
- アンコールワットを狙え
- ギャング（ギュスターブ・ミンダ）
- 殺しの招待状（パスカル）
- 酒と女とピストルと（パウロ）
- 情報は俺が貰った（パケ）
- 墓場なき野郎ども（アベル・ダボス）

#### 映画
- あなただけ今晩は（ルフェヴル警部〈ハーシェル・ベルナルディ〉）※TBS版
- アフリカン・ダンク（レイ・フォックス）
- アラモ（テネシー人）※テレビ朝日版
- ウインズ（ジャック・ネヴィル〈ジャック・トンプソン〉）
- カーツーム ※NETテレビ版
- カウボーイ（ドック〈ブライアン・ドンレヴィ〉）※フジテレビ版
- キャデラック・マン（ビッグ・J）※VHS版
- Q&A〜殺人調書〜（レオ・ブルーメンフェルド）※ソフト版
- 吸血鬼ドラキュラ（警官）
- クリッター2（ハーヴ〈バリー・コービン〉）
- グローリー（ハーカー将軍〈ボブ・ガントン〉）※ソフト版
- 黒い絨毯（グルーバー）※日本テレビ版
- 黒馬物語（ハッケンシュミット）※VHS版
- クロコダイル・ダンディー（ダフィ）※フジテレビ版
- 決闘コマンチ砦（レイン〈クロード・エイキンス〉）
- 絞殺魔（エド・ウィリス〈リチャード・X・スラトリー〉）
- 荒野の七人（ヘンリー〈ヴァル・エイヴリー〉）※NET版
- ゴッドファーザー PART II（ドン・ファヌッチ）※日本テレビ版
- コマンド戦略（ピーコック伍長）※TBS版
- ザ・クライアント 依頼人（ジョニー・スラーリ〈ロン・ディーン〉）※ソフト版
- ザ・クレイジーズ/細菌兵器の恐怖（ワッツ博士）
- さらば友よ（アントワーヌ・メローティス警部〈ベルナール・フレッソン〉）※フジテレビ版
- 去り行く男（ピンキー〈ロッド・スタイガー〉）
- 史上最大の作戦（コリン・モード大佐〈ケネス・モア〉）※テレビ朝日版
- 静かなる男（ピーター・ロナガン牧師〈ワード・ボンド〉）※フジテレビ版
- シャーロック・ホームズの素敵な挑戦（カール・フォン・ラインスドルフ男爵〈ジェレミー・ケンプ〉）
- ジャッカルの日（カッソン）※日本テレビ版
- ジャンヌ・ダーク（ラ・イル〈ワード・ボンド〉）
- スター・ウォーズ エピソード5/帝国の逆襲（カーリスト・ライカン将軍〈ブルース・ボア〉）※日本テレビ版
- スティング（ヴィンス・コームズ）※日本テレビ版
- 戦略大作戦（カウボーイ〈ジェフ・モリス〉）
- 捜索者（クレイトン牧師〈ワード・ボンド〉）※フジテレビ版
- 続・夕陽のガンマン（ウォレス伍長〈マリオ・ブレガ 〉[19]）
- ソルジャー・ブルー（バトルズ大尉〈ダナ・エルカー〉）
- 大盗賊（やさ男〈ジェス・ハーン〉）※ソフト版
- 007シリーズ
  - 007/ロシアより愛をこめて（M〈バーナード・リー〉）※TBS旧録版、（ケリム・ベイ〈ペドロ・アルメンダリス〉）※TBS新録版
  - 007/オクトパシー（ゴゴール将軍〈ウォルター・ゴテル〉）※TBS版
- 誰かに見られてる（ガーバー警部補〈ジェリー・オーバック〉[20]）
- 地上最大の脱出作戦（ボルト将軍〈キャロル・オコナー〉）
- 地底探検（ヨハン・サクヌッセン伯爵）※フジテレビ版
- チャイナ・シンドローム（ハーマン・デ・ヤング〈スコット・ブレイディ〉）
- チャトズ・ランド（ジュバル・フッカー）
- 天国の日々
- トニー・ローム/殺しの追跡（キャトレッグ）
- ドラゴンロード（ウォン〈ポール・チャン〉[21]）※フジテレビ版
- ドリーム・チーム（ジャック・マクダーモット〈ピーター・ボイル〉）
- ドリトル先生不思議な旅（ベローズ将軍〈ピーター・ブル〉）※ソフト版
- パーフェクト・ウェポン（カール・サンダース）
- ハーレーダビッドソン&マルボロマン（ジャイルズ氏〈ジュリアス・W・ハリス〉）※VHS版
- ハーレム・ナイト（バグジー・カルホーン〈マイケル・ラーナー〉）※ソフト版
- バイオレント・サタデー（マクスウェル・ダンフォース〈バート・ランカスター〉）
- 走れサイモン（シーザー・ロゼッティ〈バーニー・フィリップス〉）
- パッセンジャー57（ビッグス署長〈アーニー・ライヴリー〉）※ソフト版
- パニック・イン・スタジアム（スチュー・サンドマン〈ジャック・クラグマン〉）※テレビ朝日版
- ビバリーヒルズ・コップ2（ハロルド・ラッツ〈アレン・ガーフィールド〉）※フジテレビ版
- 評決（ミッキー・モリッシー〈ジャック・ウォーデン〉）
- ファイナル・カウントダウン（サミュエル・チャップマン上院議員〈チャールズ・ダーニング〉）※フジテレビ版
- ブレードランナー（リオン〈ブライオン・ジェームズ〉）※TBS版
- ブロブ/宇宙からの不明物体（ハーギス大佐）
- 暴走機関車（エディ・マクドナルド〈ケネス・マクミラン〉）※TBS版
- 誇りと情熱（アンリ・ジュヴェ将軍〈セオドア・ビケル〉）※TBS版
- 星の国から来た仲間（ジェイソン・オデイ〈エディ・アルバート〉）※劇場公開版
- 炎のランナー（バーケンヘッド卿〈ナイジェル・ダヴェンポート〉）※TBS版
- ポリスアカデミー7 モスクワ大作戦!（エリック・ラサール〈ジョージ・ゲインズ〉）※ソフト版
- マイ・フェア・レディ（アルフレッド・ドゥーリトル〈スタンリー・ホロウェイ〉）※機内上映版
- マッドマックス（フィフィ・マカフィー）
- ミストレス（カーマイン・ラッソ〈ダニー・アイエロ〉）
- ミッドナイト・ラン（ジミー・セラノ〈デニス・ファリーナ〉）※VHS版
- 名犬ラッシー/宇宙は近いぞ、ラッシー!（オースティン・リッチモンド〈パーリー・ベア〉）
- メジャーリーグ（ルー・ブラウン〈ジェームズ・ギャモン〉）
- 山猫（ドン・カロージェロ・セダーラ〈パオロ・ストッパ〉）
- 勇気ある追跡（保安官〈ジョン・ドーセット〉、マクアレスター）※テレビ朝日版
- 夜の大捜査線（ジョージ・コートニー〈ピーター・ウィットニー〉）※NET版
- ラストエンペラー
- レッド・スコルピオン（アンゴ・スンダタ）※ソフト版
- ローデッド・ウェポン1（ドイル署長〈フランク・マクレー〉）※標準語版
- ワイアット・アープ（ニコラス・ワープ〈ジーン・ハックマン〉）※ソフト版
- 我が道を往く ※テレビ朝日版

#### ドラマ
- アーノルド坊やは人気者（モリソン刑事）
- アイ・ラブ・ルーシー（エセルの父）
- アウター・リミッツ（ブロック博士、エロス星人、アンデラ星人、カール・エメット）
- アフリカ大牧場（ジム・シンクレア〈チャック・コナーズ〉）
- アメリカン・ヒーロー
- 奥さまは魔女 シーズン1 #3（レックス・バーカー〈ジャック・ウォーデン〉）
- 刑事スタスキー&ハッチ シーズン1 #7（ジョージ・プルドルム）
- コンバット! #92 中隊長
- シャーロック・ホームズの冒険 ノーウッドの建築業者（ジョナス・オールデーカ）
- 新スパイ大作戦 ゴースト・霊界からの警告（オルーク）
- スパイ大作戦
  - 第四帝国を阻止せよ（ウーラー警部、ツアーガイド）
  - 脱出口（ハインドルフ警察署長）
  - 奇跡のカムバック（ウェズレイ）
  - ウィークポイントをつけ（マルソー）
  - 一千万ドル強奪事件（マックス・デイヴィス）
  - 暗号名“K”をあばけ（ブレイク）
  - スパイ狩り（薬屋）
  - 知りすぎた娘（ビトー）
  - 黒い犯罪組織（警察署々長）
  - 敵の作戦にのれ（デューク）
  - 皆殺し波止場（デラニー）
  - 暗殺目標変更（署長）
- 0011ナポレオン・ソロ（スリム・ピケンズ）
  - #1（ホテルのフロント係）
  - #24（バーナード）
  - #31（酋長ゾロメ）
  - #46（コプラン）
  - #51（アルンダ）
  - #55、#59（ホテルのフロント係）
  - #65、#63、#69（モートン）
  - 0011ナポレオン・ソロ 地獄へ道づれ
- タイムトンネル（ジグズ軍曹〈ウェズリー・ラウ〉）
- ダンディ2 華麗な冒険 #16（コンラッド・ゾラキン）
- 地上最強の美女たち!チャーリーズ・エンジェル シーズン2 #3（マックス・ブラウン）、#8（ロン・モルトン）、#18（レザ〈シド・ヘイグ〉）、#26（ダグ・ヘンドリックス、エド・ストーン）
- 超音速攻撃ヘリ エアーウルフ シーズン2 #6（アーロン・マーティン）
- 電撃スパイ作戦 #2（バーテンダー）、#11（郵便局長〈ニコラス・スミス〉）、#15（署長）、#22（コーンストーン大佐）、#26（ジョージ〈ハリー・トーブ〉）
- 逃亡者 シーズン1 #19（デサンティス刑事）、#30（バーニー）、#104（フォアマン・クラーク〈ビル・ズッカート〉）、#114（ハリントン巡査部長〈バーニー・フィリップス〉）
- 特別狙撃隊S.W.A.T. シーズン1 #10（ヴィンス〈マイケル・コンラッド〉）
- 特攻野郎Aチーム
  - シーズン2 #1（ジョナサン・フレッチャー〈アルバート・サルミ〉）
  - シーズン4 #16（JJ・キンケード〈バリー・コービン〉）
  - シーズン5 #2（トーマス・マイロー裁判長）
- ナイトライダー シーズン1 #9（アルヴィン・B・キンケイド大佐）
- 謎の円盤UFO
  - 宇宙人フォスター大佐（ジョー・フランクリン）
  - シャドーはこうして生まれた（フランス代表デュバル、メリーの父）
- 冒険野郎マクガイバー シーズン2 #1（スコット・ウッドワード大佐）
- 名探偵ポワロ #39「チョコレートの箱」

#### アニメ
- おしゃれキャット（トーマス・オマリー）
- バットマン
- スピルバーグのアニメ タイニー・トゥーン（タズマニアン・デビル（初代））[5][22]
- ロビン・フッド（ロビン・フッド）※劇場公開版

#### 人形劇
- 海底大戦争 スティングレイ
  - 巨人国からの脱出（アナウンサー）
  - そこに爆薬が！（グレイ少尉）
- サンダーバード 原子炉の危機（スペア将軍、消防班の声）
- スーパーカー 消えたスーパーカー（ジャズ）※フジテレビ版

### ラジオ番組
- 土曜日はオレンジのとき（TBSラジオ）

### CM
- 「オールド 娘のピアノ篇」ラジオCMサントリー（'81）

### 特撮
1967年
- 宇宙大怪獣ギララ（スタインの声）

1971年
- 好き! すき!! 魔女先生（1971年 - 1972年、アナウンサー、ソクラテスの声）

1972年
- 快傑ライオン丸（ゴースンの声〈代役〉、デボノバの声〈2代目〉、ドクイモリの声、カマキリアンの声、クワルギルビの声）
- 人造人間キカイダー（1972年 - 1973年、グリーンマンティスの声、ブルスコングの声、サソリブラウンの声、ピンクタイガーの声、カイメングリーンの声、キメンガニレッドの声、アンコウブラウンの声）
- 超人バロム・1（フランケルゲの声、アンモナイルゲの声、クチビルゲの声、ウデゲルゲの声、カミゲルゲの声）

1973年
- キカイダー01（レッドハカイダーの声、朱ムカデの声、赤面ガメの声、シャドウゴーレムの声、ジャイアントデビルの声、吸血コウモリ18号の声）

1974年
- イナズマンF（ギロチンデスパーの声）

1975年
- 秘密戦隊ゴレンジャー（1975年 - 1976年、スチール仮面の声、カメラ仮面の声、蛇口仮面の声）

1976年
- アクマイザー3（ムササビーダの声）
- 宇宙鉄人キョーダイン（1976年 - 1977年、レーダーバットンの声、ダダゼーミの声、デスギャットの声〈初代〉、クラゲモンの声〈2代目〉、ブラックナイトの声〈2代目〉）

1977年
- ジャッカー電撃隊（デビルケーンの声）

1979年
- バトルフィーバーJ（コウモリ怪人の声、キバジシ怪人の声、タマゴ怪人の声、ギンガ怪人の声、青スジ怪人の声、マグネット怪人の声、ミミズ怪人の声、イーグル怪人の声、バクダン怪人の声、四面怪人の声、リポーター〈第4話〉）

1980年
- 電子戦隊デンジマン（1980年 - 1981年、ジュクラーの声、パンチローラーの声、ロウソクラーの声、ミミラーの声、ビーダマラーの声、ケンダマラーの声）

1981年
- 太陽戦隊サンバルカン（黒い太陽神の声、ジムシモンガーの声、トリモンガーの声、マジンモンガーの声、キカイモンガーの声）

1982年
- 宇宙刑事ギャバン（ゴートモンスターの声、ダブルマン・バッドの声、マジックダブラーの声）
- 大戦隊ゴーグルファイブ（ヤマアラシモズーの声）

1983年
- 宇宙刑事シャリバン（魔怪獣ゴリビーストの声、魔怪獣キバビーストの声、宇宙海賊ベンガルタイガーの声）
- 科学戦隊ダイナマン（ゲンゴロウシンカの声）

1987年
- 超人機メタルダー（戦闘ロボット軍団元豪将ビックウエインの声）

1988年
- 劇場版 仮面ライダーBLACK 鬼ヶ島に急行せよ（カメレオン怪人の声）
- 仮面ライダーBLACK RX（キングストーンの声）
- 世界忍者戦ジライヤ（音忍宇破の声、異形忍紅トカゲの声〈31話のみ〉）

1992年
- 大予言/復活の巨神（モズ一族剣士ゴンザレスの声）

### 人形劇
- ひょっこりひょうたん島（王子）

### テレビ番組
- 四つの目（1968年、デカくん）
- 明色お笑いゲーム合戦（1972年）
- レンズはさぐる（司会）

### 舞台
- 海鳴りの底から（1963年、劇団三期会） -　クトケバッケル[23]
- どん底
- 浮標
- 夜明けは静かだ
- マリウス
- 熊
- 朝未来
- アンマーたちのカチューシー
- 楽園終着駅